# Marek Pivovar
Marek Pivovar, né à Brno le 26 juin 1964 et mort à Ostrava le 2 janvier 2021, est un écrivain, dramaturge et réalisateur tchécoslovaque puis tchèque.